# Landkreis Scheinfeld
Der Landkreis Scheinfeld gehörte zum bayerischen Regierungsbezirk Mittelfranken. Vor dem Beginn der Gebietsreform in Bayern umfasste der Landkreis 55 Gemeinden.

## Geographie

### Wichtige Orte
Die einwohnerstärksten Gemeinden waren Scheinfeld, Iphofen, Markt Bibart, Markt Einersheim und Burghaslach.

### Nachbarkreise
Der Landkreis grenzte 1972 im Uhrzeigersinn im Norden beginnend an die Landkreise Gerolzhofen, Bamberg, Höchstadt an der Aisch, Neustadt an der Aisch, Uffenheim und Kitzingen.

## Geschichte

### Bezirksamt
Das Bezirksamt Scheinfeld wurde im Jahr 1862 durch den Zusammenschluss der Landgerichte älterer Ordnung Markt Bibart und Scheinfeld gebildet.

### Landkreis
Am 1. Januar 1939 wurde im Deutschen Reich die einheitliche Bezeichnung Landkreis eingeführt. So wurde aus dem Bezirksamt der Landkreis Scheinfeld.
Am 1. Juli 1972 wurde der Landkreis im Zuge der Gebietsreform in Bayern aufgelöst. Sein größter Teil wurde zusammen mit dem damaligen Landkreis Uffenheim dem Landkreis Neustadt an der Aisch im Regierungsbezirk Mittelfranken zugeschlagen. Die Gemeinde Gleißenberg kam zum Landkreis Erlangen-Höchstadt. Die Stadt Iphofen sowie die Gemeinden Birklingen, Dornheim, Einersheim, Füttersee, Geiselwind, Gräfenneuses, Haag, Hellmitzheim, Holzberndorf, Langenberg, Mönchsondheim, Nenzenheim, Possenheim und Wasserberndorf sowie das gemeindefreie Gebiet Limpurgerforst kamen zum Landkreis Kitzingen und damit zum Regierungsbezirk Unterfranken. Am 1. Mai 1973 erhielt der Landkreis Neustadt an der Aisch die heute gültige Bezeichnung Landkreis Neustadt an der Aisch-Bad Windsheim.
Am 1. Mai 1978 wechselte Gleißenberg aus dem Landkreis Erlangen-Höchstadt in den Landkreis Neustadt an der Aisch-Bad Windsheim und wurde nach Burghaslach eingemeindet.

## Einwohnerentwicklung
| Jahr | Einwohner | Quelle |
| ---- | --------- | ------ |
| 1864 | 20.149    | [ 7 ]  |
| 1885 | 20.715    | [ 8 ]  |
| 1900 | 19.098    | [ 9 ]  |
| 1910 | 18.282    | [ 9 ]  |
| 1925 | 17.868    | [ 10 ] |
| 1939 | 17.645    | [ 11 ] |
| 1950 | 25.670    | [ 12 ] |
| 1960 | 20.800    | [ 13 ] |
| 1971 | 21.500    | [ 14 ] |

## Gemeinden
Kursiv gesetzte Orte sind noch heute selbständige Gemeinden. Bei den Orten, die heute nicht mehr selbständig sind, ist vermerkt, zu welcher Gemeinde der Ort heute gehört.

Landkreis Scheinfeld, Gemeindegrenzenkarte von 1961

| Städte 1. Iphofen (Landkreis Kitzingen) 2. Scheinfeld Märkte 1. Markt Bibart 2. Burghaslach 3. Geiselwind (Landkreis Kitzingen) 4. Markt Nordheim 5. Sugenheim 6. Markt Taschendorf | Weitere Gemeinden 1. Altmannshausen (Markt Markt Bibart) 2. Appenfelden (Markt Oberscheinfeld) 3. Birklingen (Stadt Iphofen, Landkreis Kitzingen) 4. Breitenlohe (Markt Burghaslach) 5. Burgambach (Stadt Scheinfeld) 6. Deutenheim (Markt Sugenheim) 7. Dornheim (Stadt Iphofen, Landkreis Kitzingen) 8. Einersheim (Landkreis Kitzingen) 9. Erlabronn (Stadt Scheinfeld) 10. Ezelheim (Markt Sugenheim) 11. Frankfurt (Markt Markt Taschendorf) 12. Freihaslach (Markt Burghaslach) 13. Fürstenforst (Markt Burghaslach) 14. Füttersee (Markt Geiselwind, Landkreis Kitzingen) 15. Gleißenberg (Markt Burghaslach) 16. Gräfenneuses (Markt Geiselwind, Landkreis Kitzingen) 17. Grappertshofen (Stadt Scheinfeld) 18. Haag (Markt Geiselwind, Landkreis Kitzingen) 19. Hellmitzheim (Stadt Iphofen, Landkreis Kitzingen) 20. Herpersdorf (Markt Oberscheinfeld) 21. Holzberndorf (Markt Geiselwind, Landkreis Kitzingen) 22. Ingolstadt (Markt Sugenheim) 23. Kirchrimbach (Markt Burghaslach) 24. Kornhöfstadt (Stadt Scheinfeld) 25. Krassolzheim (Markt Sugenheim) 26. Krautostheim (Markt Sugenheim) 27. Krettenbach (Markt Oberscheinfeld) 28. Langenberg (Markt Geiselwind, Landkreis Kitzingen) 29. Langenfeld 30. Mönchsondheim (Stadt Iphofen, Landkreis Kitzingen) 31. Nenzenheim (Stadt Iphofen, Landkreis Kitzingen) 32. Neundorf (Markt Sugenheim) 33. Niederndorf (Markt Burghaslach) 34. Oberlaimbach (Stadt Scheinfeld) 35. Oberrimbach (Markt Burghaslach) 36. Oberscheinfeld 37. Obersteinbach (Markt Markt Taschendorf) 38. Possenheim (Stadt Iphofen, Landkreis Kitzingen) 39. Prühl (Markt Oberscheinfeld) 40. Ruthmannsweiler (Stadt Scheinfeld) 41. Schnodsenbach (Stadt Scheinfeld) 42. Stierhöfstetten (Markt Oberscheinfeld) 43. Thierberg (Stadt Scheinfeld) 44. Ullstadt (Markt Sugenheim) 45. Unterlaimbach (Stadt Scheinfeld) 46. Wasserberndorf (Markt Geiselwind, Landkreis Kitzingen) 47. Ziegenbach (Markt Markt Bibart) |

## Kfz-Kennzeichen
Am 1. Juli 1956 wurde dem Landkreis bei der Einführung der bis heute gültigen Kfz-Kennzeichen das Unterscheidungszeichen SEF zugewiesen. Es wurde bis zum 3. August 1974 ausgegeben. Seit dem 10. Juli 2013 ist es aufgrund der Kennzeichenliberalisierung wieder im Landkreis Neustadt an der Aisch-Bad Windsheim erhältlich.